# Ишбулатов, Марат Галимьянович
Ишбулатов Марат Галимьянович родился 10 марта 1963 года в деревне Байназарово Бурзянского района Башкирская АССР. Кандидат сельскохозяйственных наук (1998), доцент (2008), Заслуженный землеустроитель Республики Башкортостан(2018).

## Биография
Ишбулатов Марат Галимьянович родился 10 марта 1963 года в деревне Байназарово Бурзянского района Башкирской АССР. В 1980-1985 учился на факультете гидромелиорации и лесного хозяйства Башкирского сельскохозяйственного института, в 1985-1999 — ассистент, старший научный сотрудник, старший преподаватель, в 1999 —  преподаватель, доцент, с 2007 заведующий кафедрой кадастра недвижимости и геодезии Башкирского государственного аграрного университета. Ишбулатов Марат Галимьянович ведет научно-исследовательскую работу по повышению эффективности использования и мониторингу земель сельскохозяйственного назначения. При его участии подготовлены цифровые карты земель сельскохозяйственного назначения десяти муниципальных районов Республики Башкортостан.

## Наиболее значимые совместные публикации
- Защита почв от эрозии: учеб. пособие для студ., обуч. по агрономическим спец. / С. И. Федоров, М. Г. Ишбулатов. - Уфа : Изд-во БГАУ, 2004. - 122 с. - (Учебники и учеб. пособия для вузов). - Библиогр.: с. 112-119.
- Геодезия при ведении строительных работ: учебное пособие для обучающихся по направлению 21.03.03 - Геодезия и дистанционное зондирование / Р. Р. Хисамов, М. Г. Ишбулатов, Э. И. Галеев; Министерство сельского хозяйства РФ, Башкирский государственный аграрный университет. - Уфа: Башкирский ГАУ, 2021. - 134 с. - Библиогр.: с. 133-134.
- Мониторинг и охрана городской среды: учебное пособие / Р. Р. Хисамов, М. Г. Ишбулатов ; Башкирский ГАУ, Кафедра кадастра недвижимости и геодезии. - Уфа : Башкирский ГАУ, 2014. - 114 с. - Библиогр.: с. 111-112.
- Справочное пособие для кадастрового инженера / Сообщество кадастровых инженеров БТИ РБ; сост. К. М. Габдрахимов [и др.]. - Уфа : ДизайнПресс, Т. 1. - 2012. - 388 с.
- Зауралье Республики Башкортостан / Б. С. Мурзабулатов, З. С. Чурагулова, Р. Г. Исханов, М. Г. Ишбулатов, Р. А. Миндияров ; Башкирский государственный аграрный университет. - Уфа : Башкирский ГАУ, 2017. - 194 с. - Библиогр.: с. 186-192.
- Кадастр природных ресурсов : учебное пособие для обучающихся по направлению 2.21.03.02 - Землеустройство и кадастры / Р. Р. Хисамов, М. Г. Ишбулатов, И. Д. Стафийчук ; Башкирский государственный аграрный университет. - Уфа : Башкирский ГАУ, 2019. - 115 с. - Библиогр.: с. 106-115.
- Рекультивация земель: учебное пособие для обучающихся по направлению 20.03.02 Природообустройство и водопользование для изучения дисциплины "Мелиорация и рекультивация земель" / И. С. Минниахметов, М. Г. Ишбулатов, Б. С. Мурзабулатов, А. В. Комиссаров; Министерство сельского хозяйства РФ, Башкирский государственный аграрный университет. - Уфа : Башкирский ГАУ, 2021. - 135 с. - Библиогр.: с. 125-133.
- Геодезия при ведении строительных работ : учебное пособие для обучающихся по направлению 21.03.03 - Геодезия и дистанционное зондирование / Р. Р. Хисамов, М. Г. Ишбулатов, Э. И. Галеев; Министерство сельского хозяйства РФ, Башкирский государственный аграрный университет. - Уфа : Башкирский ГАУ, 2021. - 134 с.

## Награды
2010 — Почетная грамота Министерства сельского хозяйства Российской Федерации
2018 — Заслуженный землеустроитель Республики Башкортостан
2022 — Благодарность Федеральной службы государственной регистрации, кадастра и картографии.